# Мінський державний лінгвістичний університет
Мінський державний лінгвістичний університет було засновано у 1948 році на базі факультету іноземних мов педагогічного інституту і спочатку називався Мінський державний педагогічний інститут іноземних мов. Сучасну назва МДЛУ отримав в 1993 році. З моменту свого заснування виш є основною базою Республіки Білорусь з підготовки перекладацьких і педагогічних кадрів. Крім цього, МДЛУ є головним в Республіці центром підготовки іноземних студентів (у цей час у ньому проходять навчання представники всіх континентів Землі).
За час свого існування мінський виш підготував понад 25 000 вчителів і викладачів та 2500 перекладачів-референтів. Випускники МДЛУ задіяні в усіх ланках системи освіти республіки — від дитячих садків і шкіл до університетів та академій.
Багато випускників вишу успішно працюють в органах державного управління: МВС, КДБ, МЗС, Міністерстві оборони, у сфері економіки та фінансів. Серед випускників вишу: Хвостов Михайло Михайлович — міністр закордонних справ Республіки Білорусь (2000—2003);
Тетяна Прозорова — помічник посла (посольство Кореї в Республіці Білорусь);
співробітники Організації Об'єднаних Націй.
МДЛУ є головним центром Республіки Білорусь у сфері освіти з іноземних мов.

## Факультети
До складу університету входять такі факультети:
- Факультет англійської мови
- Факультет німецької мови
- Факультет французької мови
- Факультет іспанської мови (єдиний на пострадянському просторі)
- Перекладацький факультет
- Факультет міжкультурних комунікацій
- Факультет перепідготовки кадрів

Вивчаються 14 іноземних мов. На сорока кафедрах університету працюють високопрофесійні фахівці, багато з яких становлять гордість білоруської науки.

## Вивчаємі мови
Кожен студент-очник, який отримує освіту в МДЛУ, вивчає в рамках обов'язкової програми дві іноземні мови. Крім цього, кожен студент має можливість вивчати додаткові мови на кафедрі третьої іноземної мови.
МДЛУ залучає до співпраці провідних вчених Республіки Білорусь, ближнього і далекого зарубіжжя. Приводяться в дію спільні проекти з Росією, Канадою, Бельгією, Німеччиною, Іспанією та іншими країнами. Виш проводить великі наукові конференції, робочі семінари по лінії Ради Європи.
Провідні фахівці МДЛУ представляють Республіку Білорусь на міжнародних наукових симпозіумах і конгресах.
Для вступу в університет необхідно успішно здати централізоване тестування.

## Звинувачення в політичних репресіях проти студентів
Згідно зі звітом, підготовленим Польським фондом свободи і демократії, Наталія Баранова, ректор університету, відраховувала студентів за їх політичну діяльність.